# مارك س. هنتر
مارك س. هنتر هو مؤرخ عسكري كندي، ولد في 1974.